# Sara De Lellis
Pour les articles homonymes, voir De Lellis.
Sara De Lellis (née le 14 novembre 1986 à Anzio) est une joueuse italienne de volley-ball. Elle mesure 1,81 m et joue au poste de passeuse. 

## Clubs
| Club                        | Pays   | De        | À         |
| --------------------------- | ------ | --------- | --------- |
| Azzurra                     | Italie | 2000-2001 | 2000-2001 |
| Casal Dè Pazzi              | Italie | 2001-2002 | 2004-2005 |
| Aversa                      | Italie | 2005-2006 | 2005-2006 |
| Rieti                       | Italie | 2006-2007 | 2006-2007 |
| San Donà di Piave           | Italie | 2007-2008 | 2008-2009 |
| Minerva Volley Pavia        | Italie | 2009-2010 | 2009-2010 |
| Volley San Vito             | Italie | 2010-2011 | 2011-2012 |
| Azzurra Volley San Casciano | Italie | 2012-2013 | 2012-2013 |
| Volley Soverato             | Italie | 2013-2014 | 2013-2014 |
| VolAlto Caserta             | Italie | 2014-2015 | …         |